# Günther Rager
Günther Rager (* 11. Mai 1943 in Sankt Mang (heute Stadtteil von Kempten (Allgäu))) ist ein deutscher Zeitungsforscher. Er war bis Januar 2010 Professor für Journalistik am Institut für Journalistik der Universität Dortmund (heute TU Dortmund) und ist Mitbegründer eines Beratungsunternehmens.

## Leben
Rager studierte Germanistik, Geschichte und Empirische Kulturwissenschaft in München und Tübingen. Er arbeitete zunächst als Fernsehjournalist. Ab 1973 baute er den Studiengang Kommunikationswissenschaft an der Universität Stuttgart-Hohenheim auf. Im Auftrag des Verbandes Südwestdeutscher Zeitungsverleger und des Deutschen Journalisten-Verbands baute er in Stuttgart eine Einrichtung der Volontärsausbildung auf (heute Journalisten-Akademie e.V). Von 1984 bis 2010 forschte und lehrte er als Professor für Journalistische Produktion und Journalismusforschung am Institut für Journalistik der Universität Dortmund (heute TU Dortmund). Dort forschte er vor allem zur Rezeption von Hörfunk, Print- und Onlinemedien, zu Produktionsbedingungen im Journalismus und zur Leserschaft von Tageszeitungen mit dem Schwerpunkt auf jugendlichen Lesern und Nichtlesern. Er leitete die DFG-Forschungsprojekte „Lesesozialisation: Zeitunglesen lernen“ und „Theatralität und Argumentativität in der Mediengesellschaft“ (mit Thomas Meyer). Er war viele Jahre lang Mitglied der Grimme-Preis-Jury. Auch nach seiner aktiven Dienstzeit als Professor forscht Rager am Institut für Journalistik in Dortmund. Er leitet gemeinsam mit Michael Steinbrecher die Studie „Journalismus und Gesellschaft“ zum Verhältnis von Journalismus, Politik und Publikum.
2005 erhielt er eine Ehrenprofessur der Journalistischen Fakultät an der Lomonossow-Universität Moskau. 1993 gründete er mit Bernd Weber die mct media consulting team GmbH in Dortmund, die er als Gesellschafter leitet. mct entwickelt Kindergarten-, Schul- und Azubi-Projekte für Zeitungsverlage, betreibt Leserschaftsforschung und bietet Seminare und Beratung an. So trat er etwa 2018 auf einer medienkritischen Tagung der IALANA neben Sabine Schiffer und Daniele Ganser auf.
2025 erhielt Günther Rager gemeinsam mit seinen Co-Autoren, darunter Michael Steinbrecher, den Alexis de Tocqueville-Award für Demokratieforschung der World Association for Public Opinion Research (WAPOR).
Rager ist verheiratet, hat zwei Kinder und lebt in Dortmund.

## Veröffentlichungen
- mit Annika Sehl: Chats, Videos und Communities: Wie Jugendliche das Internet nutzen. Berlin 2008, ISBN 978-3-86872-008-2.
- mit Katharina Schäder: ZeitungsZeit. Nachrichten für die Schule. Evaluationsbericht im Auftrag der Landesanstalt für Medien Nordrhein-Westfalen (LfM) und des Zeitungsverlegerverbandes Nordrhein-Westfalen e.V. (ZVNRW). Düsseldorf 2008, ISBN 978-3-940929-01-3.
- mit Jessica Piper: Demografischer Wandel und verändertes Leseverhalten der jüngeren Generation: Wie reagieren die Zeitungsverlage? Berlin 2006.
- mit Karola Graf-Szczuka, Gregor Hassemer und Stephanie Süper (Hrsg.): Zeitungsjournalismus. Konstanz 2006, ISBN 3-89669-503-7.
- mit Lutz Hachmeister (Hrsg.): Wer beherrscht die Medien? Jahrbuch 2005: die 50 größten Medienkonzerne der Welt. München 2005, ISBN 3-406-52832-5.
- als Hrsg.: Jugendliche als Zeitungsleser: Lesehürden und Lösungsansätze. Ergebnisse aus dem Langzeitprojekt „Lesesozialisation bei Informationsmedien“. In: Media Perspektiven. 4/2003, S. 180–186.
- mit Lars Rinsdorf und Petra Werner: Empirisches Beispiel: Wenn Jugendliche Zeitung lesen. Nutzungsmuster und Rezeptionsinteressen von jungen Zeitungslesern und -nichtlesern. In: N. Groeben, B. Hurrelmann (Hrsg.): Lesekompetenz. Bedingungen, Dimensionen, Funktionen. Weinheim/München 2002, S. 174–185.
- Dimensionen der Qualität. Weg aus der allseitig offenen Richterskala? In: Günter Bentele, Kurt R. Hesse (Hrsg.): Publizistik in der Gesellschaft. Konstanz 1994, S. 189–209.
- mit Bernd Weber (Hrsg.): Publizistische Vielfalt zwischen Markt und Politik. Neue Medien –  mehr Inhalte? Berlin 1992, ISBN 3-430-17652-2.
- als Hrsg.: Publizistische Vielfalt im Lokalen. Eine empirische Analyse. Tübingen 1982, ISBN 3-925340-25-4.